# Convention de Hong Kong pour le recyclage sûr et écologiquement rationnel des navires
La convention de Hong Kong pour le recyclage sûr et écologiquement rationnel des navires, souvent simplement appelée convention de Hong Kong est une convention internationale adoptée en 2009 et issue des travaux entre les États membres de l'Organisation maritime internationale (OMI), les États ayant ratifié la convention de Bâle, des ONG œuvrant pour l'environnement et l'Organisation internationale du travail (OIT).
Cette convention porte sur :
- Le contrôle sur tout le cycle de vie d'un navire (conception, construction, entretien puis démantèlement). Ainsi chaque navire aura dès sa conception, un plan de recyclage[1] et subira des inspections,
- Les installations de démantèlement et recyclage qui devront respecter des dispositions sur le recyclage et les procédés mis en œuvre pour démanteler le navire[1].

Cette convention n'ayant pas début 2013 été signée par au moins quinze pays, elle n'est pas encore entrée en vigueur. Les navires restent donc soumis à la convention de Bâle et en plus pour les navires battant pavillon d'un pays membre de l'Union européenne, au règlement concernant le transfert des déchets ((CE) n°1013/2006).
Les conditions requises pour son entrée en vigueur ont été remplies en 2023, et la convention prenant effet 24 mois plus tard, le 26 juin 2025.

## Pays signataires
- Liste des 16 pays signataires au 24 février 2021 : Allemagne, Belgique, Congo, Croatie, Danemark, France  (en novembre 2012[3]), Ghana, Inde, Indonésie, Japon, Malte, Norvège, Panama, Pays-Bas, Serbie, Turquie.

June 2025